# Guacamaya superba
För andra betydelser, se Guacamaya (olika betydelser).
Guacamaya superba är en gräsväxtart som beskrevs av Bassett Maguire. Guacamaya superba ingår i släktet Guacamaya och familjen Rapateaceae. Inga underarter finns listade i Catalogue of Life.